# Bahnhof Lindern
Der Bahnhof Lindern ist ein Bahnhof im Geilenkirchener Stadtteil Lindern. Er ist der Trennungsbahnhof der Bahnstrecke Lindern–Heinsberg (Rheinl) von der Bahnstrecke Aachen–Mönchengladbach.

## Geschichte

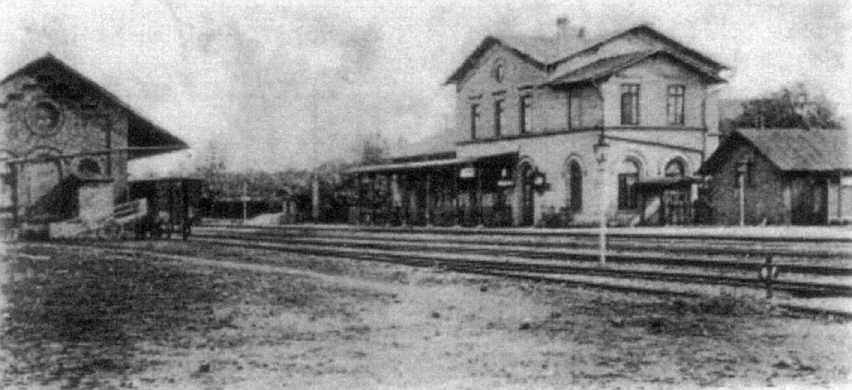
Bahnhof Lindern um 1900

Der Bahnhof in Lindern einschließlich des Bahnhofgebäudes wurde 1852 fertiggestellt und im gleichen Jahr die Personen- und Güterabfertigung an der neuen Aachen-Düsseldorf-Ruhrorter Eisenbahn aufgenommen. Die Fahrkartenausgabe schloss man 1989; 2013 wird das Bahnhofsgebäude von einer Gaststätte und einem Kiosk genutzt, Fahrkarten können an einem Automaten am Gleis erworben werden.

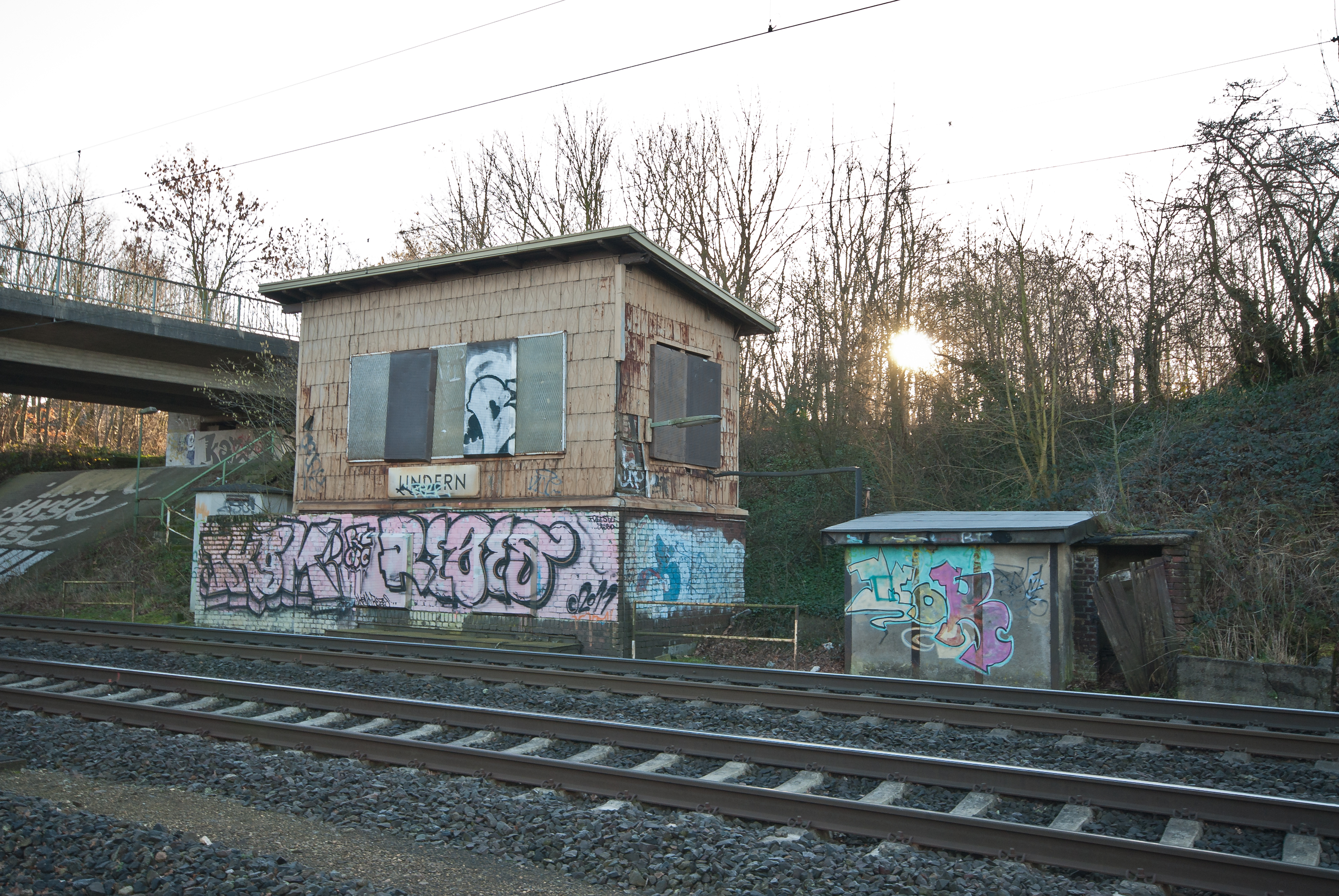
Ehemaliges Stellwerk Lindern Lo

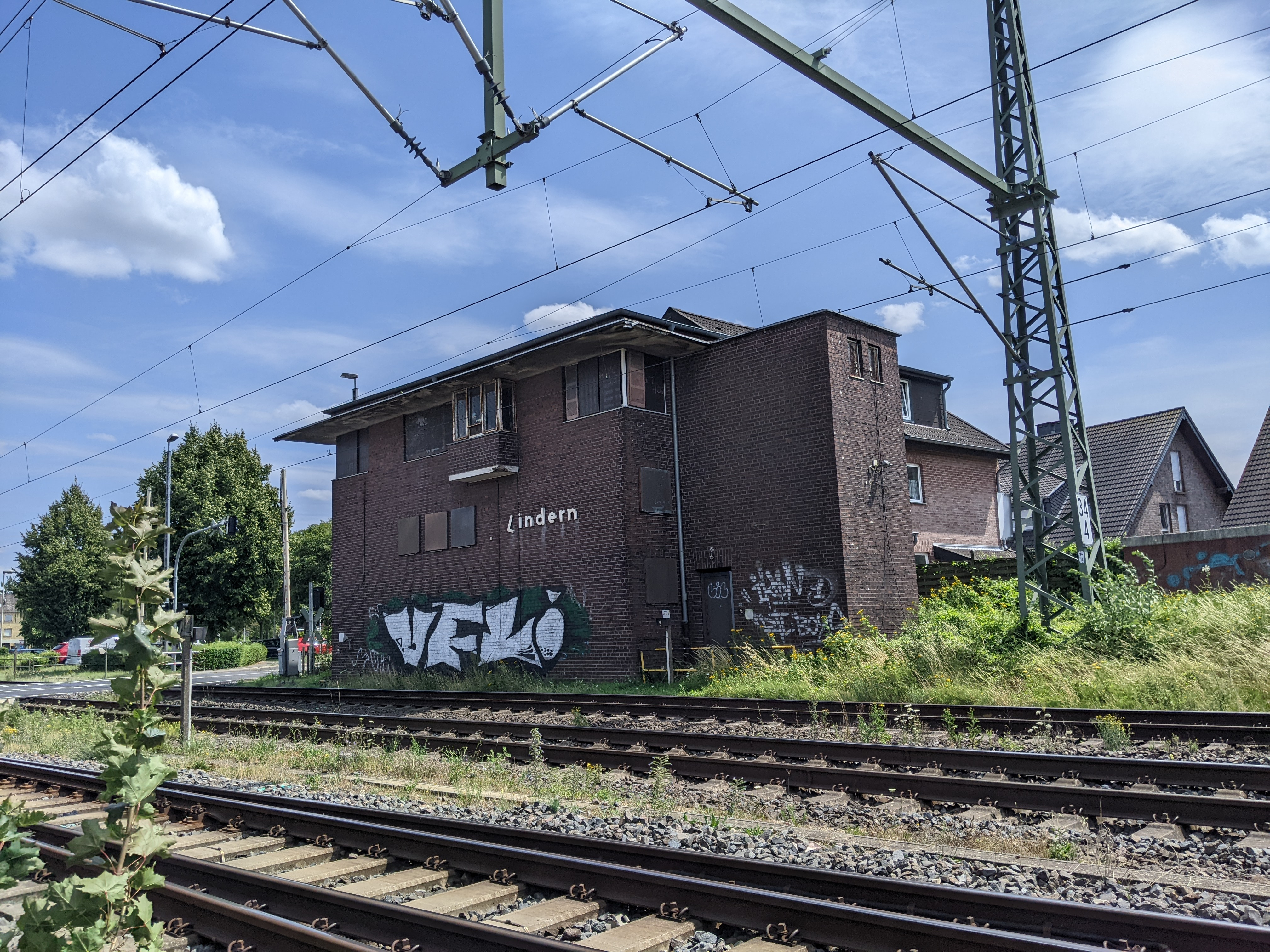
Ehemaliges Stellwerk Lindern Lf

Die jeweils auf der Südseite der Gleise befindlichen mechanischen Stellwerke Lf (Typ 43, errichtet 1950 am Bahnhofskopf Richtung Aachen) und Lo (Typ Jüdel, errichtet 1930 am Bahnhofskopf Richtung Mönchengladbach) sind seit der Fertigstellung der zweiten Baustufe des ESTW Grevenbroich zum 6. November 2007 außer Betrieb, stattdessen befindet sich ein Bereichsrechner (ESTW-A) in einem neu errichteten Technikgebäude auf der gegenüberliegenden Bahnhofsseite an der Thomashofstraße. Die Weichen und Signale des Bahnhofs Lindern werden durch die Betriebszentrale von Duisburg aus ferngesteuert.
Mit der Inbetriebnahme des ESTW wurden die Weichenverbindungen am südlichen Ende des Bahnhofs gekappt und die bis dahin noch vorhandenen Formsignale bis auf ein dauerhaft Hp 0 zeigendes Signal an Gleis 3 Richtung Heinsberg durch Ks-Signale ersetzt. Der Bahnhof wurde damit zu einer Haltestelle im Sinne der Eisenbahn-Bau- und Betriebsordnung (einem Haltepunkt, der mit einer Abzweigstelle örtlich verbunden ist). Züge von Mönchengladbach in Richtung Heinsberg wechselten vor dem Bahnsteig an der Abzweigstelle auf die Strecke nach Heinsberg, die zunächst parallel zur Hauptstrecke den Bahnsteig passiert und dahinter die gemeinsame Trasse verlässt.
Der Aachener Verkehrsverbund und die WestEnergie und Verkehr GmbH als Streckeneigentümer der Bahnstrecke von Lindern nach Heinsberg arbeiteten im Rahmen ihres Nahverkehrskonzepts an einer Wiederaufnahme des Personennahverkehrs auf der Strecke. Erste Planungen sahen eine Bedienung durch die Euregiobahn vor, später entschied man sich jedoch für eine Flügelung der Rhein-Niers-Bahn von Aachen in Lindern, was wegen der auf der Linie eingesetzten Fahrzeuge die Elektrifizierung der Strecke erforderte.
Für die Wiederaufnahme des Schienenpersonennahverkehrs auf der Strecke Lindern–Heinsberg wurde die Station erneut umgebaut. Im Westkopf wurden neue Weichen eingebaut, die Zügen von und nach Aachen das Befahren von Gleis 3 ermöglichen. An diesem Gleis wurden zudem Zugdeckungssignale für die Flügelung der Rhein-Niers-Bahn aufgestellt, das verbliebene, dauerhaft Hp 0 zeigende Formsignal durch ein voll funktionstüchtiges Ks-Signal ersetzt und die Oberleitung im Zuge der Elektrifizierung der Strecke nach Heinsberg wieder aufgebaut. Außerdem wurden an der Hauptstrecke am Westkopf neue Ein- und Ausfahrsignale zur Deckung der Weichen aufgestellt. Mit Beendigung der Umbauarbeiten ist Lindern seit dem 10. November 2013 bahnbetrieblich wieder ein Bahnhof.

### Qualitätsbewertung
In der Qualitätsbewertung des Zweckverband Nahverkehr Rheinland von Ende 2014 erhielt der Bahnhof eine Gesamtwertung von 90,1 % (entspricht der Wertung „akzeptabel mit kleineren, zu vernachlässigenden Mängeln“). Noch Ende 2013 erhielt der Bahnhof mit einer Gesamtwertung von 70 % (entspricht der Wertung „nicht akzeptabel“) das zweitschlechteste Ergebnis von allen 187 getesteten Verkehrsstationen.

## Bahnverbindungen
Der Bahnhof wird im Regionalverkehr von den Zügen folgender Linien angefahren:
| Linie | Linienverlauf | Takt   |
| ----- | --- | ------ |
| RE 4  | Wupper-Express: Aachen Hbf – Aachen Schanz – Aachen West – Herzogenrath – Kohlscheid (einzelne Züge) – Übach-Palenberg – Geilenkirchen – Lindern – Hückelhoven-Baal – Erkelenz – Rheydt Hbf – Mönchengladbach Hbf – Neuss Hbf – Düsseldorf-Bilk – Düsseldorf Hbf – Wuppertal-Vohwinkel – Wuppertal Hbf – Wuppertal-Barmen – Wuppertal-Oberbarmen – Schwelm – Ennepetal (Gevelsberg) – Hagen Hbf – Wetter (Ruhr) – Witten Hbf – Dortmund Hbf Stand: Fahrplanwechsel Dezember 2023 | 60 min |
| RB 33 | Rhein-Niers-Bahn: Zugteil 1: Essen-Steele – Essen Hbf – Essen West – Mülheim (Ruhr) Hbf – Mülheim (Ruhr)-Styrum – Duisburg Hbf – Duisburg-Hochfeld Süd – Rheinhausen Ost – Rheinhausen – Krefeld-Hohenbudberg Chempark – Krefeld-Uerdingen – Krefeld-Linn – Krefeld-Oppum – Krefeld Hbf – Forsthaus – Anrath – Viersen – Mönchengladbach Hbf – Rheydt Hbf – Wickrath – Herrath – Erkelenz – Hückelhoven-Baal – Brachelen – Lindern Zugteil 2: Heinsberg (Rheinl) – Heinsberg Kreishaus – Heinsberg-Oberbruch – Heinsberg-Dremmen – Heinsberg-Porselen – Heinsberg-Horst – Heinsberg-Randerath – Lindern Flügelung bzw. Zusammenführung: Lindern – Geilenkirchen – Übach-Palenberg – Herzogenrath – Kohlscheid – Aachen West – Aachen Schanz – Aachen Hbf Stand: Fahrplanwechsel Juni 2022 | 60 min |

## Busverbindungen
Der Bahnhof Lindern ist wochentags mit den AVV-Buslinien 493 und 494 der WestVerkehr zu erreichen. Zusätzlich verkehren an Schultagen einzelne Fahrten der Linie 406. Abends und am Wochenende kann der Multi-Bus angefordert werden.
| Linie | Verlauf |
| ----- | --- |
| 406   | Erkelenz Bf – Matzerath – Houverath – Golkrath – Kleingladbach – (Ratheim – Millich –) Hückelhoven – Hilfarth – Brachelen – (Lindern Kirche → Lindern Bf → Linnich Markt) / (Linnich Schulzentrum –) Linnich-SIG Combibloc  |
| 493   | Heinsberg Busbf – (Heinsberg Kreishaus –) Schafhausen – Eschweiler – Grebben – Oberbruch – Hülhoven – Dremmen – (Dremmen Bf –) Porselen – Horst – Randerath – (Lindern Linnicher Str. ←) Lindern Bf – Linnich-SIG Combibloc |
| 494   | Geilenkirchen Bf – Süggerath – Müllendorf – Würm – (Beeck –) Leiffarth – (Flahstraß – Honsdorf –) Lindern Bf |

## Zukunft
Es gab Überlegungen, die von der Rurtalbahn GmbH betriebene Bahnstrecke Jülich–Linnich über Linnich hinaus bis nach Lindern zu verlängern (so wie es Anfang des 19. Jahrhunderts bereits geplant war), um dort Anschluss an die Heinsberger Bahn zu erhalten. Aufgrund der Kosten für eine neue Rurbrücke ist diese Überlegung jedoch bislang nicht Teil einer Planung geworden.